# Веве
Веве́ (фр. Vevey [vəvɛ], франкопров. Vevê) — город на западе Швейцарии, во франкоязычном кантоне Во. Один из основных центров Швейцарской Ривьеры.
Веве расположен на берегу Женевского озера, между Лозанной и Монтрё, в центре традиционного винодельческого региона Лаво (фр. Lavaux).

## История
В Пейтингеровой таблице упомянут как Viviscus, стоянка на древней дороге, соединявшей Рим с Британией. В Средние века — незначительное поселение на землях епископов Лозанны и сеньоров де Блоне. В XIX веке становится излюбленным местом отдыха высшего общества со всех уголков Европы, в том числе из России.
Анри Нестле, аптекарь из Веве, в середине XIX века принялся за развитие местной пищевой промышленности и добился особого успеха в производстве шоколада.

## Экономика
C XIX века в городе расположена штаб-квартира мирового гиганта пищевой индустрии компании Nestlé. C 1931 г. именно здесь зарегистрирован Международный газовый союз.

## Достопримечательности
В 1878 году в Веве построен второй православный храм Швейцарии — русская церковь святой великомученицы Варвары. Основным строителем храма был граф Пётр Шувалов. В настоящее время храм находится в юрисдикции Русской зарубежной церкви.
В 1923 году швейцарский архитектор Ле Корбюзье выстроил виллу Ле-Лак в местечке Корзо под Веве. В городе установлены памятники знаменитым жителям, а также бюст румынского поэта Михая Эминеску.
В Веве действуют первый в мире Музей питания и художественный Музей Йениш. В честь своего 10-летия Музей питания установил в озере, недалеко от берега, знак в виде огромной столовой вилки.

## Известные люди

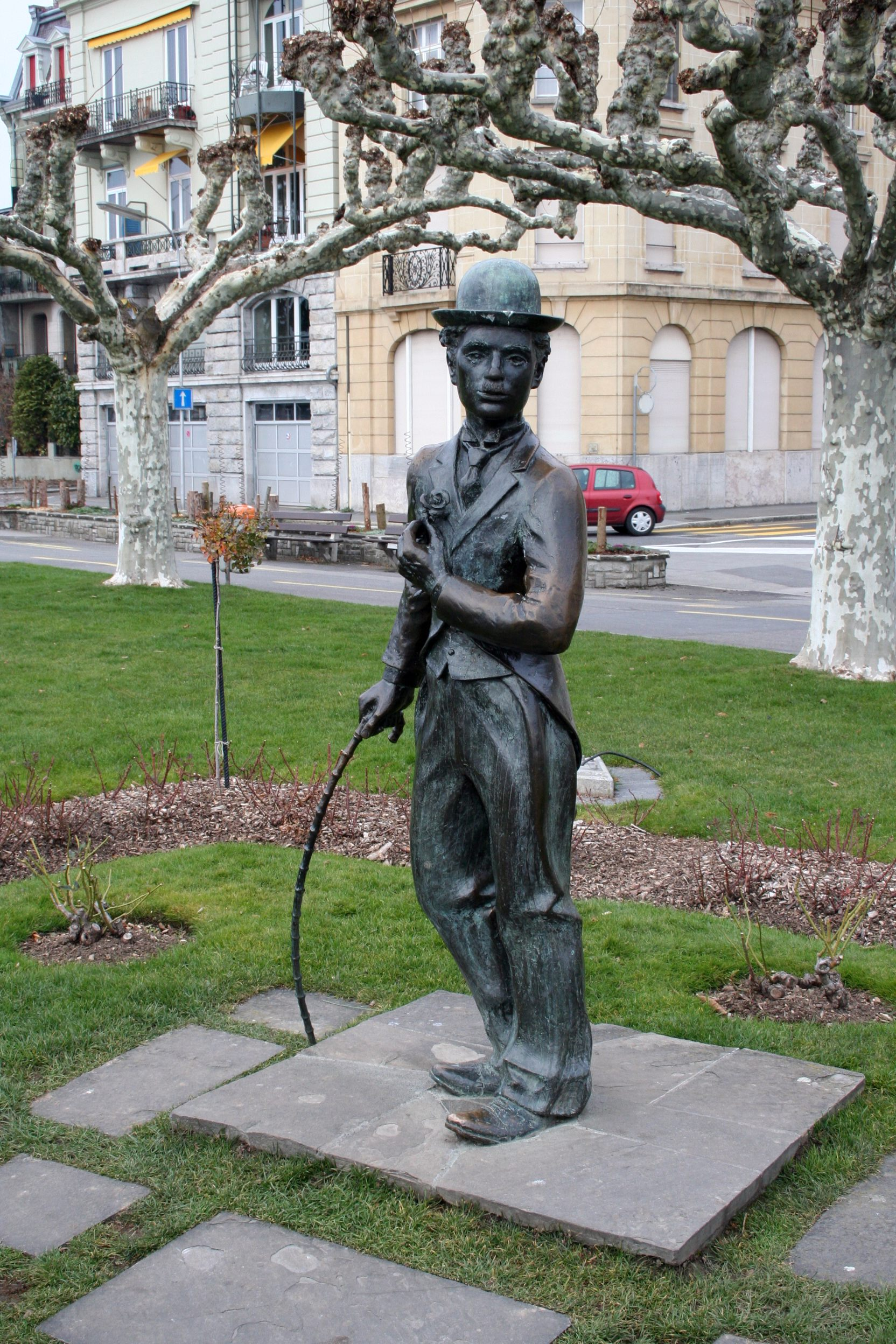
Памятник Чарли Чаплину в Веве

В 1789 году город посетил Николай Карамзин, в 1821 и ещё несколько раз потом — Василий Андреевич Жуковский, который начал в Веве перевод «Шильонского узника» Байрона.
В 1836 году Николай Васильевич Гоголь работал здесь над «Мёртвыми душами». Пётр Вяземский впервые посетил Веве в 1854 году, приезжал сюда и в 1863—1864 годах. В 1854 году он написал здесь стихотворение «Рябина», а десять лет спустя, навестив в Веве «свою» рябину, посвятил ей «ещё одно стихотворение».
Чарли Чаплин и Грэм Грин провели последние годы жизни и умерли в Веве. После похорон тело Чаплина было похищено и затребован выкуп. В конце концов похитители вернули гроб нетронутым. Его захоронили на прежнем месте под бетонной плитой толщиной в шесть футов. В память о Чарли Чаплине на берегу Женевского озера установлен памятник.
Многие годы жила здесь известная пианистка Клара Хаскил. Её именем в городе названа улица. В память о ней с 1963 году в Веве проводится Международный конкурс пианистов.
В 1916 году в Веве умер польский писатель, лауреат Нобелевской премии Генрик Сенкевич, здесь он был похоронен (в 1924 году прах перенесен в Варшаву); в 1957 — венгерский композитор Эде Польдини.